# جائزة فرنسا الكبرى 1994
جائزة فرنسا الكبرى 1994 هو سباق فورمولا 1 أقيم بتاريخ 3 يوليو 1994 في فرنسا. كان السابع من أصل 16 في بطولة العالم لسباقات الفورمولا واحد موسم 1994. حلّ الألماني مايكل شوماخر أولا بينما جاء البريطاني دايمون هيل في المركز الثاني وحصل على المركز الثالث النمساوي غيرهارد بيرغر.